# ألكسندر كوزنيتسوف
ألكسندر كوزنيتسوف (بالروسية: Александр Кузнецов)‏ (21 مارس 1997 - ) هو لاعب كرة قدم روسي في مركز الدفاع. لعب مع روبين كازان وFC Rubin-2 Kazan ‏.

## وصلات خارجية
- ألكسندر كوزنيتسوف على موقع قاعدة بيانات كرة القدم.إي يو (الإنجليزية)